# Reiko Nakamura
Reiko Nakamura (中村 礼子?, Nakamura Reiko; 17 maggio 1982) è un'ex nuotatrice giapponese.
Specializzata nel dorso ha vinto una medaglia di bronzo alle Olimpiadi di Atene 2004.
Il 23 febbraio 2008 ha stabilito il nuovo primato mondiale dei 200 m dorso in vasca corta con il tempo di 2'03"24, migliorando il precedente limite di 2'03"62, nuotato dalla statunitense Natalie Coughlin.

## Palmarès
- Olimpiadi

Atene 2004: bronzo nei 200m dorso.
Pechino 2008: bronzo nei 200m dorso.
- Mondiali

Montreal 2005: bronzo nei 200m dorso.
Melbourne 2007: bronzo nei 100m dorso e nei 200m dorso.
- Mondiali in vasca corta

Mosca 2002: argento nei 200m dorso.
- Giochi PanPacifici

Victoria 2006: oro nei 200m dorso e bronzo nei 100m dorso.
- Giochi Asiatici

Busan 2002: oro nei 200m dorso.
Doha 2006: oro nei 100m dorso e nei 200m dorso, argento nella 4x100m misti e bronzo nei 50m dorso.
- Universiadi

Pechino 2001: oro nei 200m dorso.
Daegu 2003: oro nei 200m dorso, argento nei 100m dorso e bronzo nella 4x100m misti.